# Gondang (Ngawen)
Gondang is een bestuurslaag in het regentschap Blora van de provincie Midden-Java, Indonesië. Gondang telt 1356 inwoners (volkstelling 2010).